# Beniamin Kotarba

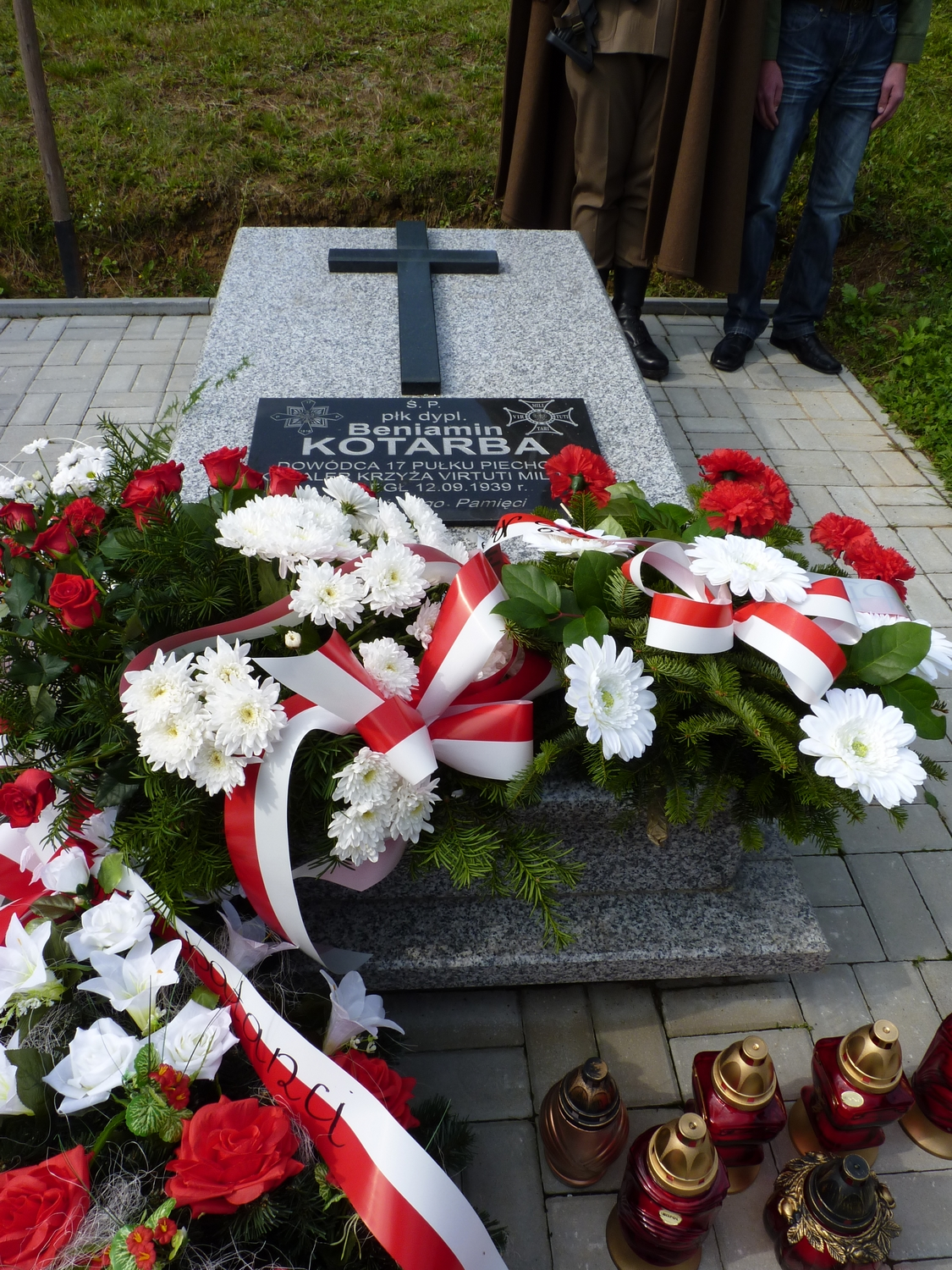
Mogiła płk. Beniamina Kotarby na cmentarzu w Borownicy

Beniamin Piotr Kotarba (ur. 22 lutego 1893 w Świątnikach Górnych, zm. 12 września 1939 w Borownicy) – podpułkownik dyplomowany piechoty Wojska Polskiego. Pośmiertnie awansowany na stopień pułkownika i odznaczony Krzyżem Srebrnym Orderu Wojennego Virtuti Militari.

## Życiorys
Urodził się 22 lutego 1893 roku w Świątnikach Górnych, w rodzinie Stanisława, ślusarza i nauczyciela zawodu oraz Marii z Polończyków. Ukończył szkołę ślusarską w Świątnikach Górnych. Uczył się w gimnazjum w Drohobyczu. Po zdaniu matury w 1914 roku wcielony w dniu 1 sierpnia 1914 roku do cesarskiej i królewskiej armii.
Po zakończeniu I wojny światowej dekretem Wodza Naczelnego Józefa Piłsudskiego z 19 lutego 1919 roku jako były oficer armii austro-węgierskiej został przyjęty do Wojska Polskiego z dniem 1 stycznia 1918 roku wraz z zatwierdzeniem posiadanego stopnia podporucznika ze starszeństwem z dniem 1 sierpnia 1916 roku i rozkazem z tego samego dnia 19 lutego 1919 roku Szefa Sztabu Generalnego płk. Stanisława Hallera skierowany do II batalionu 37 pułku piechoty w Przemyślu. W tej jednostce dowodził plutonem, a później kompanią i batalionem. 19 sierpnia 1920 roku został zatwierdzony w stopniu kapitana z dniem 1 kwietnia 1920 roku, w piechocie, w grupie oficerów byłej armii austro-węgierskiej. Brał udział w wojnie polsko-bolszewickiej, podczas której dostał się do niewoli w okolicach Berczyny, z której uciekł i przedarł się do oddziałów polskich. 
W latach 1921–1923 był słuchaczem Kursu Normalnego Wyższej Szkoły Wojennej w Warszawie. 3 maja 1922 roku został zweryfikowany w stopniu kapitana ze starszeństwem z dniem 1 czerwca 1922 roku i 516. lokatą w korpusie oficerów piechoty. 1 października 1923 roku, po ukończeniu kursu i otrzymaniu dyplomu naukowego oficera Sztabu Generalnego, został przydzielony do Oddziału I Sztabu Generalnego w Warszawie. 31 marca 1924 roku awansował na majora ze starszeństwem z dniem 1 lipca 1923 roku i 123. lokatą w korpusie oficerów piechoty. W 1928 roku pełnił służbę w Biurze Personalnym Ministerstwa Spraw Wojskowych w Warszawie. Będąc słuchaczem Wyższej Szkoły Wojennej, a następnie pełniąc służbę sztabową pozostawał oficerem nadetatowym 37 pułku piechoty w Kutnie. 4 kwietnia 1929 roku został przydzielony do Centralnej Szkoły Strzelniczej w charakterze słuchacza XIII dwumiesięcznego kursu. 
W lipcu tego roku został przeniesiony do Korpusu Ochrony Pogranicza na stanowisko dowódcy batalionu. Powierzono mu dowodzenie 2 batalionem granicznym w Bereźnem.
31 marca 1930 roku został przeniesiony z KOP do 6 pułku strzelców podhalańskich w Samborze na stanowisko dowódcy batalionu. 23 października 1931 roku został wyznaczony na stanowisko szefa sztabu 14 Wielkopolskiej Dywizji Piechoty w Poznaniu. W czerwcu 1934 roku został przeniesiony do Dowództwa Korpusu Ochrony Pogranicza w Warszawie. 27 czerwca 1935 roku awansował do stopnia podpułkownika ze starszeństwem z dniem 1 stycznia 1935 roku i 2. lokatą w korpusie oficerów piechoty. W sierpniu tego roku został przeniesiony do Szkoły Podchorążych dla Podoficerów w Bydgoszczy na stanowisko dyrektora nauk. Od 17 sierpnia 1937 roku do 31 października 1938 roku pełnił obowiązki komendanta Szkoły Podchorążych dla Podoficerów w Bydgoszczy. Po likwidacji szkoły został przydzielony do 66 Kaszubskiego pułku piechoty w Chełmnie. 10 marca 1939 roku objął dowództwo 17 pułku piechoty Ziemi Rzeszowskiej w Rzeszowie.
Na czele 17 pułku piechoty walczył w kampanii wrześniowej w ramach 24 Dywizji Piechoty i Armii „Karpaty”. 3 września został wraz z pułkiem przerzucony ze stacji Rzeszów Staroniwa do Gromnika dla osłony lewego skrzydła 24 DP, która nie zdążyła jednak powstrzymać nacierającej przez Gorce austriackiej 4 Dywizji Lekkiej przed przekroczeniem Dunajca. Na podstawie dyspozycji gen. Kazimierza Fabrycego rozpoczął 7 września odwrót za San, maszerując przez Kamienicę Dolną, Oparówkę, Żyznów, Izdebki do przeprawy w rejonie folwarku Siedliska-Gdyczyna, gdzie otrzymał rozkaz przejścia w rejon Birczy. 12 września 1939 roku, po pokonaniu poprzedniego dnia Sanu na czele ostatniej większej jednostki 24 DP, uderzył na siły złożonej z Austriaków 2 Dywizji Górskiej w Borownicy, odbijając miejscowość. W wyniku ściągnięcia przez wroga znacznych posiłków jego pułk, wspierany przez oddziały 1 pułku KOP „Karpaty” pod dowództwem kpt. Tadeusza Gawdzika, został okrążony. Kotarba poległ tego samego dnia w rejonie przysiółka Borownicy Czarny Potok, razem z adiutantem, porucznikiem Piotrem Zaratkiewiczem i kilkudziesięcioma żołnierzami 17 pp, podczas próby przebicia się przez pierścień niemiecki w kierunku Birczy na czele jednej z grup powstałych po rozformowaniu pułku. Pochowany wraz z szer. Stanisławem Baraniuchem na cmentarzu w Borownicy, w jednej z dwóch indywidualnych mogił żołnierzy Wojska Polskiego z 1939 roku.
1 lipca 1945 roku Naczelny Wódz, generał dywizji Tadeusz Bór-Komorowski, awansował go pośmiertnie na stopień pułkownika i odznaczył Krzyżem Srebrnym Orderu Wojennego Virtuti Militari.
Beniamin Kotarba był żonaty z Eugenią z Karlikowskich, z którą miał trzech synów: Stanisława, który zmarł młodo oraz Adama i Zdzisława.
- Adam Kotarba ps. „Sten” (ur. 17 grudnia 1924 roku w Warszawie, zm. w sierpniu 1990 roku w Jeleniej Górze), kapral podchorąży, pluton 244. Zgrupowania AK „Żmija”, uczestnik powstania warszawskiego[30].
- Zdzisław Kotarba ps. „Zdzich” (ur. 28 stycznia 1926 roku w Warszawie, zmarł z ran 7 września 1944 roku w Warszawie), kapral podchorąży, pluton 225. Zgrupowania AK „Żmija”, uczestnik powstania warszawskiego[31].

## Ordery i odznaczenia
- Krzyż Srebrny Orderu Wojennego Virtuti Militari nr 11890[32]
- Krzyż Kawalerski Orderu Odrodzenia Polski[1]
- Krzyż Walecznych (dwukrotnie, po raz 1 i 2 w 1921)[33]
- Złoty Krzyż Zasługi (10 listopada 1928)[34][1]
- Medal Niepodległości (12 marca 1931)[35]

## Upamiętnienie
Z dniem 29 sierpnia 2008 imię pułkownika otrzymał 1 batalion piechoty zmotoryzowanej „Ziemi Rzeszowskiej” stacjonujący w Garnizonie Międzyrzecz i podporządkowany dowódcy 17 Wielkopolskiej Brygady Zmechanizowanej.